# Мовчан, Иван Маркович
Иван Маркович Мовчан (укр. Іван Маркович Мовчан; 15 августа 1915, Новоаврамовка, Полтавская губерния, Российская империя — 5 мая 1985) — председатель колхоза «Красная Звезда» Хорольского района Полтавской области, Украинская ССР. Герой Социалистического Труда (1973).

## Биография
Родился 5 августа 1915 года в крестьянской семье в селе Новоаврамовка Хорольского уезда. Получил неполное среднее образование в семилетней школе родного села. Трудовую деятельность начал в 15 лет. С 1930 года работал в колхозе в селе Новоаврамовка. С 1932 года — бухгалтер колхоза «Красная Звезда» Хорольского района. С 1936 по 1938 год проходил срочную службу в Красной Армии. В 1940 году избран председателем колхоза «Красная Звезда», потом работал директором завода строительных материалов в селе Еньки Хорольского района.
Участвовал в Великой Отечественной войне с июля 1941 года в составе 240-й стрелковой дивизии на Брянском, Воронежском и 2-го Украинского фронтах. После демобилизации в 1945 году возвратился в родное село, где был избран председателем сельского совета.
В 1947 году избран председателем колхоза «Красная Звезда» Хорольского района. Находился на этой должности до 1975 года. Вывел колхоз в число передовых сельскохозяйственных предприятий Полтавской области. В 1973 году колхоз собрал с среднем по 41,7 центнеров озимой пшеницы, 343 центнера сахарной свеклы с каждого гектара, 70 центнеров мяса, 520 центнеров молока со 100 гектаров сельскохозяйственных угодий. В 1973 году удостоен звания Героя Социалистического Труда «большие успехи, достигнутые во Всесоюзном социалистическом соревновании, проявленную трудовую доблесть в выполнении принятых обязательств по увеличению производства и продажи государству зерна, сахарной свеклы, масличных культур и других продуктов земледелия».
В 1975 году вышел на пенсию. Скончался в 1985 году.

## Награды
- Герой Социалистического Труда — указом Президиума Верховного Совета СССР от 8 декабря 1973 года;
- дважды Орден Ленина (1958, 1973);
- Орден Красной Звезды (1943);
- Орден Трудового Красного Знамени (1965);
- Орден Октябрьской Революции (1971);
- Орден Отечественной войны 2-й степени;
- Медаль «За боевые заслуги»;
- Медаль «За победу над Германией в Великой Отечественной войне 1941—1945 гг.».